# UEFA-Pokal 1999/2000/Galatasaray Istanbul
Der nachstehende Artikel behandelt die Spielstatistiken der Champions-League-Spiele sowie die UEFA-Pokal-Spiele des späteren Siegers Galatasaray Istanbul aus der Saison 1999/2000.

## UEFA Champions League

### 3. Qualifikationsrunde
Als türkischer Meister der Saison 1998/99 war Galatasaray Istanbul für die 3. Qualifikationsrunde der Champions League qualifiziert.

#### SK Rapid Wien – Galatasaray Istanbul 0:3 (0:2)
| SK Rapid Wien                                                        | SK Rapid Wien | Galatasaray Istanbul | Galatasaray Istanbul |
| -------------------------------------------------------------------- | --- | --- | -------------------- |
| SK Rapid Wien                                                        | \| Hinspiel \| \| Mittwoch, 11. August 1998 um 19:30 Uhr in Wien, Ernst-Happel-Stadion \| \| Zuschauer: 30.200 \| \| Schiedsrichter: Kim Milton Nielsen ( Dänemark) \| \| Spielbericht \| | \| Hinspiel \| \| Mittwoch, 11. August 1998 um 19:30 Uhr in Wien, Ernst-Happel-Stadion \| \| Zuschauer: 30.200 \| \| Schiedsrichter: Kim Milton Nielsen ( Dänemark) \| \| Spielbericht \| | Galatasaray Istanbul |
| SK Rapid Wien                                                        | Ladislav Maier – Michael Hatz (75. ), Günter Schießwald, Peter Schöttel , Gerd Wimmer – Andreas Lagonikakis, Thomas Zingler (46. ), Jens Dowe, Oliver Freund, Marek Penksa – René Wagner Ersatzbank: Florian Schwarz, Raimund Hedl, Otto Szabó (46. ), Andreas Heraf, Arnold Wetl (75. ), Angelo Vier Cheftrainer: Heribert Weber | Cláudio Taffarel – Hakan Ünsal, Capone, Gheorghe Popescu, Fatih Akyel – Emre Belözoğlu (82. ), Suat Kaya, Ümit Davala, Okan Buruk (75. ), Gheorghe Hagi – Hakan Şükür (79. ) Ersatzbank: Mehmet Bölükbaşı, Ergün Penbe (75. ), Emrah Eren, Ahmet Yıldırım (82. ), Tugay Kerimoğlu, Saffet Akyüz, Arif Erdem (79. ) Cheftrainer: Fatih Terim | Galatasaray Istanbul |
| SK Rapid Wien                                                        | 0:1 Ünsal (34. Belözoğlu) 0:2 Akyel (38. Hagi) 0:3 Hagi (90.+1' Popescu) | | Galatasaray Istanbul |
| SK Rapid Wien                                                        | Hatz (1.), Wagner (75.) | Belözoğlu (32.), Kaya (53.), Buruk (62.) | Galatasaray Istanbul |
| Hinspiel                                                             | | |                      |
| Mittwoch, 11. August 1998 um 19:30 Uhr in Wien, Ernst-Happel-Stadion | | |                      |
| Zuschauer: 30.200                                                    | | |                      |
| Schiedsrichter: Kim Milton Nielsen ( Dänemark)                       | | |                      |
| Spielbericht                                                         | | |                      |

#### Galatasaray Istanbul – SK Rapid Wien 1:0 (0:0)
| Galatasaray Istanbul                                                      | Galatasaray Istanbul | SK Rapid Wien | SK Rapid Wien |
| ------------------------------------------------------------------------- | --- | --- | ------------- |
| Galatasaray Istanbul                                                      | \| Rückspiel \| \| Mittwoch, 25. August 1999 um 20:30 Uhr in Istanbul, Ali Sami Yen Stadyumu \| \| Zuschauer: 15.946 \| \| Schiedsrichter: Pierluigi Collina ( Italien) \| \| Spielbericht \| | \| Rückspiel \| \| Mittwoch, 25. August 1999 um 20:30 Uhr in Istanbul, Ali Sami Yen Stadyumu \| \| Zuschauer: 15.946 \| \| Schiedsrichter: Pierluigi Collina ( Italien) \| \| Spielbericht \| | SK Rapid Wien |
| Galatasaray Istanbul                                                      | Cláudio Taffarel – Hakan Ünsal, Capone, Gheorghe Popescu, Fatih Akyel – Emre Belözoğlu (79. ), Suat Kaya, Ümit Davala (63. ), Okan Buruk, Gheorghe Hagi – Hakan Şükür (29. ) Ersatzbank: Mehmet Bölükbaşı, Ergün Penbe, Emrah Eren, Tugay Kerimoğlu (63. ), Ahmet Yıldırım , Saffet Akyüz (79. ), Arif Erdem (29. ) Cheftrainer: Fatih Terim | Ladislav Maier – Michael Hatz (71. ), Günter Schießwald, Thomas Zingler, Gerd Wimmer – Andreas Lagonikakis, Andreas Heraf (46. ), Arnold Wetl (27. ), Marek Penksa, Jens Dowe – Florian Schwarz Ersatzbank: Stefan Feitsch, Raimund Hedl, Peter Schöttel (71. ), Otto Szabó, Oliver Freund (27. ), Dejan Savićević (46. ) Cheftrainer: Heribert Weber | SK Rapid Wien |
| Galatasaray Istanbul                                                      | 1:0 Buruk (52. Belözoğlu) | | SK Rapid Wien |
| Galatasaray Istanbul                                                      | Ünsal (5.), Kaya (20.) | Penksa (65.) | SK Rapid Wien |
| Galatasaray Istanbul                                                      | Zingler (90. Notbremse) | | SK Rapid Wien |
| Rückspiel                                                                 | | |               |
| Mittwoch, 25. August 1999 um 20:30 Uhr in Istanbul, Ali Sami Yen Stadyumu | | |               |
| Zuschauer: 15.946                                                         | | |               |
| Schiedsrichter: Pierluigi Collina ( Italien)                              | | |               |
| Spielbericht                                                              | | |               |

### Gruppenphase

#### Galatasaray Istanbul – Hertha BSC 2:2 (1:2)
| Galatasaray Istanbul                                                         | Galatasaray Istanbul | Hertha BSC | Hertha BSC |
| ---------------------------------------------------------------------------- | --- | --- | ---------- |
| Galatasaray Istanbul                                                         | \| 1. Gruppenspiel \| \| Mittwoch, 15. September 1999 um 20:45 Uhr in Istanbul, Ali Sami Yen Stadyumu \| \| Zuschauer: 23.000 \| \| Schiedsrichter: Urs Meier ( Schweiz) \| \| Spielbericht \| | \| 1. Gruppenspiel \| \| Mittwoch, 15. September 1999 um 20:45 Uhr in Istanbul, Ali Sami Yen Stadyumu \| \| Zuschauer: 23.000 \| \| Schiedsrichter: Urs Meier ( Schweiz) \| \| Spielbericht \| | Hertha BSC |
| Galatasaray Istanbul                                                         | Cláudio Taffarel – Hakan Ünsal, Bruno Quadros (46. ), Gheorghe Popescu, Capone – Ümit Davala, Suat Kaya, Okan Buruk (46. ), Gheorghe Hagi – Hakan Şükür , Arif Erdem (67. ) Ersatzbank: Mehmet Bölükbaşı, Ergün Penbe, Fatih Akyel (46. ), Tugay Kerimoğlu (46. ), Ahmet Yıldırım, Márcio Mixirica (67. ), Saffet Akyüz Cheftrainer: Fatih Terim | Gábor Király – Hendrik Herzog, Thomas Helmer (17. ), Konstantinos Konstantinidis – Michael Hartmann, Dariusz Wosz (50. ), Andreas Schmidt, Pal Dárdai, Sebastian Deisler – Michael Preetz , Ali Daei Ersatzbank: Christian Fiedler, Tony Sanneh, Sixten Veit (17. , 46. ), Andreas Neuendorf (46. ), Kai Michalke, Andreas Thom (50. ), Ilija Aračić Cheftrainer: Jürgen Röber | Hertha BSC |
| Galatasaray Istanbul                                                         | 1:2 Şükür (23. Erdem) 2:2 Hagi (86. Foulelfmeter) | 0:1 Preetz (12. Deisler) 0:2 Wosz (13. Hartmann) | Hertha BSC |
| Galatasaray Istanbul                                                         | Ünsal (35.), Buruk (41.), Davala (84.) | Veit (28.), Konstantinidis (62.), Dárdai (66.), Neuendorf (71.) | Hertha BSC |
| Galatasaray Istanbul                                                         | Konstantinidis (84. Unsportlichkeit) | | Hertha BSC |
| 1. Gruppenspiel                                                              | | |            |
| Mittwoch, 15. September 1999 um 20:45 Uhr in Istanbul, Ali Sami Yen Stadyumu | | |            |
| Zuschauer: 23.000                                                            | | |            |
| Schiedsrichter: Urs Meier ( Schweiz)                                         | | |            |
| Spielbericht                                                                 | | |            |

#### AC Mailand – Galatasaray Istanbul 2:1 (2:0)
| AC Mailand                                                                    | AC Mailand | Galatasaray Istanbul | Galatasaray Istanbul |
| ----------------------------------------------------------------------------- | --- | --- | -------------------- |
| AC Mailand                                                                    | \| 2. Gruppenspiel \| \| Dienstag, 21. September 1999 um 20:45 Uhr in Mailand, Giuseppe-Meazza-Stadion \| \| Zuschauer: 37.882 \| \| Schiedsrichter: Hugh Dallas ( Schottland) \| \| Spielbericht \| | \| 2. Gruppenspiel \| \| Dienstag, 21. September 1999 um 20:45 Uhr in Mailand, Giuseppe-Meazza-Stadion \| \| Zuschauer: 37.882 \| \| Schiedsrichter: Hugh Dallas ( Schottland) \| \| Spielbericht \| | Galatasaray Istanbul |
| AC Mailand                                                                    | Christian Abbiati – Alessandro Costacurta (83. ), Roberto Ayala, Paolo Maldini – Serginho, Demetrio Albertini, Gennaro Gattuso, Thomas Helveg – Andrij Schewtschenko (87. ), Oliver Bierhoff, Leonardo (69. ) Ersatzbank: Sebastiano Rossi, Bruno N’Gotty (83. ), Luigi Sala, Federico Giunti (69. ), Diego De Ascentis, Andrés Guglielminpietro, Maurizio Ganz (87. ) Cheftrainer: Alberto Zaccheroni | Cláudio Taffarel – Hakan Ünsal, Gheorghe Popescu, Capone, Fatih Akyel (49. ) – Ahmet Yıldırım, Bruno Quadros (51. ), Suat Kaya, Ümit Davala, Gheorghe Hagi (46. ) – Hakan Şükür Ersatzbank: Mehmet Bölükbaşı, Ergün Penbe (49. ), Emrah Eren, Okan Buruk (51. ), Mehmet Yozgatlı, Arif Erdem (46. ), Márcio Mixirica Cheftrainer: Fatih Terim | Galatasaray Istanbul |
| AC Mailand                                                                    | 1:0 Leonardo (44. Bierhoff) 2:0 Schewtschenko (45. Leonardo) | 2:1 Davala (50. Ünsal) | Galatasaray Istanbul |
| AC Mailand                                                                    | Leonardo (31.), Serginho (50.), Costacurta (62.), Giunti (74.), Gattuso (81.) | Davala (35.) | Galatasaray Istanbul |
| 2. Gruppenspiel                                                               | | |                      |
| Dienstag, 21. September 1999 um 20:45 Uhr in Mailand, Giuseppe-Meazza-Stadion | | |                      |
| Zuschauer: 37.882                                                             | | |                      |
| Schiedsrichter: Hugh Dallas ( Schottland)                                     | | |                      |
| Spielbericht                                                                  | | |                      |

#### FC Chelsea – Galatasaray Istanbul 1:0 (0:0)
| FC Chelsea                                                           | FC Chelsea | Galatasaray Istanbul | Galatasaray Istanbul |
| -------------------------------------------------------------------- | --- | --- | -------------------- |
| FC Chelsea                                                           | \| 3. Gruppenspiel \| \| Dienstag, 28. September 1999 um 20:45 Uhr in London, Stamford Bridge \| \| Zuschauer: 34.000 \| \| Schiedsrichter: Dick Jol ( Niederlande) \| \| Spielbericht \| | \| 3. Gruppenspiel \| \| Dienstag, 28. September 1999 um 20:45 Uhr in London, Stamford Bridge \| \| Zuschauer: 34.000 \| \| Schiedsrichter: Dick Jol ( Niederlande) \| \| Spielbericht \| | Galatasaray Istanbul |
| FC Chelsea                                                           | Ed de Goey – Celestine Babayaro, Marcel Desailly (63. ), Frank Leboeuf, Albert Ferrer – Gabriele Ambrosetti (72. ), Dennis Wise , Jody Morris, Dan Petrescu – Chris Sutton (85. ), Gianfranco Zola Ersatzbank: Kevin Hitchcock, Jes Høgh (63. ), Bernard Lambourde, Graeme Le Saux, Gustavo Poyet (72. ), Tore André Flo (85. ), Mikael Forssell Cheftrainer: Gianluca Vialli | Cláudio Taffarel – Hakan Ünsal, Capone, Gheorghe Popescu, Fatih Akyel – Ergün Penbe, Ümit Davala, Okan Buruk (72. ), Gheorghe Hagi (73. ) – Hakan Şükür , Arif Erdem (31. ) Ersatzbank: Mehmet Bölükbaşı (31. ), Bruno Quadros, Ahmet Yıldırım, Emre Belözoğlu (72. ), Hasan Şaş (73. ), Márcio Mixirica Cheftrainer: Fatih Terim | Galatasaray Istanbul |
| FC Chelsea                                                           | 1:0 Petrescu (55.) | | Galatasaray Istanbul |
| FC Chelsea                                                           | Taffarel (31. Handspiel) | | Galatasaray Istanbul |
| 3. Gruppenspiel                                                      | | |                      |
| Dienstag, 28. September 1999 um 20:45 Uhr in London, Stamford Bridge | | |                      |
| Zuschauer: 34.000                                                    | | |                      |
| Schiedsrichter: Dick Jol ( Niederlande)                              | | |                      |
| Spielbericht                                                         | | |                      |

#### Galatasaray Istanbul – FC Chelsea 0:5 (0:1)
| Galatasaray Istanbul                                                       | Galatasaray Istanbul | FC Chelsea | FC Chelsea |
| -------------------------------------------------------------------------- | --- | --- | ---------- |
| Galatasaray Istanbul                                                       | \| 4. Spieltag \| \| Mittwoch, 20. Oktober 1999 um 20:45 Uhr in Istanbul, Ali Sami Yen Stadyumu \| \| Zuschauer: 35.000 Zuschauer \| \| Schiedsrichter: Vítor Melo Pereira ( Portugal) \| \| Spielbericht \| | \| 4. Spieltag \| \| Mittwoch, 20. Oktober 1999 um 20:45 Uhr in Istanbul, Ali Sami Yen Stadyumu \| \| Zuschauer: 35.000 Zuschauer \| \| Schiedsrichter: Vítor Melo Pereira ( Portugal) \| \| Spielbericht \| | FC Chelsea |
| Galatasaray Istanbul                                                       | Mehmet Bölükbaşı – Hakan Ünsal, Capone, Gheorghe Popescu, Fatih Akyel (46. ) – Gheorghe Hagi (46. ), Tugay Kerimoğlu , Emre Belözoğlu, Okan Buruk – Hakan Şükür (65. ), Arif Erdem Ersatzbank: Kerem İnan, Ergün Penbe, Ahmet Yıldırım, Ümit Davala (46. ), Hasan Şaş (46. ), Saffet Akyüz (65. ), Márcio Mixirica Cheftrainer: Fatih Terim | Ed de Goey – Celestine Babayaro, Marcel Desailly, Frank Leboeuf , Albert Ferrer – Gustavo Poyet (67. ), Didier Deschamps (67. ), Jody Morris – Graeme Le Saux, Tore André Flo, Gianfranco Zola (76. ) Ersatzbank: Carlo Cudicini, Jes Høgh, Bernard Lambourde, Dan Petrescu (67. ), Dennis Wise (67. ), Gabriele Ambrosetti (76. ), Chris Sutton Cheftrainer: Gianluca Vialli | FC Chelsea |
| Galatasaray Istanbul                                                       | 0:1 Flo (32. Zola) 0:2 Flo (49. Poyet) 0:3 Zola (54. Ferrer) 0:4 Wise (79. Flo) 0:5 Ambrosetti (88. Babayaro) | | FC Chelsea |
| Galatasaray Istanbul                                                       | Şükür (64.), Davala (75.), Ünsal (90.) | Leboeuf (10.) | FC Chelsea |
| 4. Spieltag                                                                | | |            |
| Mittwoch, 20. Oktober 1999 um 20:45 Uhr in Istanbul, Ali Sami Yen Stadyumu | | |            |
| Zuschauer: 35.000 Zuschauer                                                | | |            |
| Schiedsrichter: Vítor Melo Pereira ( Portugal)                             | | |            |
| Spielbericht                                                               | | |            |

#### Hertha BSC – Galatasaray Istanbul 1:4 (1:0)
| Hertha BSC                                           | Hertha BSC | Galatasaray Istanbul | Galatasaray Istanbul |
| ---------------------------------------------------- | --- | --- | -------------------- |
| Hertha BSC                                           | \| 5. Spieltag \| \| Dienstag, 26. Oktober 1999 in Berlin, Olympiastadion \| \| Zuschauer: 71.520 \| \| Schiedsrichter: Kim Milton Nielsen ( Dänemark) \| \| Spielbericht \| | \| 5. Spieltag \| \| Dienstag, 26. Oktober 1999 in Berlin, Olympiastadion \| \| Zuschauer: 71.520 \| \| Schiedsrichter: Kim Milton Nielsen ( Dänemark) \| \| Spielbericht \| | Galatasaray Istanbul |
| Hertha BSC                                           | Gábor Király – Eyjólfur Sverrisson, Thomas Helmer (14. ), Dick van Burik – Kai Michalke, Sebastian Deisler, Kjetil Rekdal (81. ), Dariusz Wosz, Andreas Schmidt – Michael Preetz (74. ), Ali Daei Ersatzbank: Christian Fiedler, Hendrik Herzog (14. ), Konstantinos Konstantinidis, Tony Sanneh, Andreas Neuendorf (81. ), Ilija Aračić (74. ), Andreas Thom Cheftrainer: Jürgen Röber | Cláudio Taffarel – Ahmet Yıldırım, Capone, Gheorghe Popescu, Fatih Akyel (46. ) – Hasan Şaş (71. ), Suat Kaya, Emre Belözoğlu, Okan Buruk – Hakan Şükür , Arif Erdem (87. ) Ersatzbank: Kerem İnan, Bruno Quadros, Ergün Penbe (46. ), Emrah Eren (87. ), Tugay Kerimoğlu (71. ), Saffet Akyüz, Márcio Mixirica Cheftrainer: Fatih Terim | Galatasaray Istanbul |
| Hertha BSC                                           | 1:0 Rekdal (35. Foulelfmeter) | 1:1 Şükür (48. Belözoğlu) 1:2 Şükür (66. Belözoğlu) 1:3 Kerimoğlu (81. Erdem) 1:4 Buruk (90. Penbe) | Galatasaray Istanbul |
| Hertha BSC                                           | Deisler (19.) | Kaya (8.), Şaş (71.), Belözoğlu (73.) | Galatasaray Istanbul |
| 5. Spieltag                                          | | |                      |
| Dienstag, 26. Oktober 1999 in Berlin, Olympiastadion | | |                      |
| Zuschauer: 71.520                                    | | |                      |
| Schiedsrichter: Kim Milton Nielsen ( Dänemark)       | | |                      |
| Spielbericht                                         | | |                      |

#### Galatasaray Istanbul – AC Mailand 3:2 (1:1)
| Galatasaray Istanbul                                                       | Galatasaray Istanbul | AC Mailand | AC Mailand |
| -------------------------------------------------------------------------- | --- | --- | ---------- |
| Galatasaray Istanbul                                                       | \| 6. Gruppenspiel \| \| Mittwoch, 3. November 1999 um 20:45 Uhr in Istanbul, Ali Sami Yen Stadyumu \| \| Zuschauer: 35.000 \| \| Schiedsrichter: Antonio López Nieto ( Spanien) \| \| Spielbericht \| | \| 6. Gruppenspiel \| \| Mittwoch, 3. November 1999 um 20:45 Uhr in Istanbul, Ali Sami Yen Stadyumu \| \| Zuschauer: 35.000 \| \| Schiedsrichter: Antonio López Nieto ( Spanien) \| \| Spielbericht \| | AC Mailand |
| Galatasaray Istanbul                                                       | Cláudio Taffarel – Hakan Ünsal, Capone, Gheorghe Popescu (70. ), Ümit Davala – Emre Belözoğlu, Ahmet Yıldırım, Okan Buruk, Gheorghe Hagi (66. ) – Hakan Şükür , Arif Erdem (77. ) Ersatzbank: Kerem İnan, Bülent Korkmaz, Ergün Penbe (70. ), Tugay Kerimoğlu, Hasan Şaş (66. ), Márcio Mixirica (77. ), Saffet Akyüz Cheftrainer: Fatih Terim | Christian Abbiati – Paolo Maldini , Roberto Ayala, Bruno N’Gotty – Guly (57. ), Demetrio Albertini, Gennaro Gattuso, Thomas Helveg, Federico Giunti (88. ) – Andrij Schewtschenko, George Weah (83. ) Ersatzbank: Sebastiano Rossi, Luigi Sala, Serginho (57. ), Diego De Ascentis, Pierluigi Orlandini, Zvonimir Boban (83. ), Oliver Bierhoff (88. ) Cheftrainer: Alberto Zaccheroni | AC Mailand |
| Galatasaray Istanbul                                                       | 1:1 Capone (27. Hagi) 2:2 Şükür (87. Penbe) 3:2 Davala (90. Foulelfmeter) | 0:1 Weah (20. Schewtschenko) 1:2 Giunti (51. Schewtschenko) | AC Mailand |
| Galatasaray Istanbul                                                       | Buruk (22.) | Weah (20.), Maldini (44.), Schewtschenko (64.), Abbiati (71.) | AC Mailand |
| 6. Gruppenspiel                                                            | | |            |
| Mittwoch, 3. November 1999 um 20:45 Uhr in Istanbul, Ali Sami Yen Stadyumu | | |            |
| Zuschauer: 35.000                                                          | | |            |
| Schiedsrichter: Antonio López Nieto ( Spanien)                             | | |            |
| Spielbericht                                                               | | |            |

## UEFA-Pokal
Galatasaray Istanbul qualifiziert sich als Gruppendritter der ersten Gruppenphase der UEFA Champions League für die 3. Runde.

### 3. Runde

#### FC Bologna – Galatasaray Istanbul 1:1 (0:0)
| FC Bologna                                                                  | FC Bologna | Galatasaray Istanbul | Galatasaray Istanbul |
| --------------------------------------------------------------------------- | --- | --- | -------------------- |
| FC Bologna                                                                  | \| 3. Runde, Hinspiel \| \| Dienstag, 23. November 1999 um 18:00 Uhr in Bologna, Stadio Renato Dall’Ara \| \| Zuschauer: 25.000 \| \| Schiedsrichter: Graham Poll ( England) \| \| Spielbericht \| | \| 3. Runde, Hinspiel \| \| Dienstag, 23. November 1999 um 18:00 Uhr in Bologna, Stadio Renato Dall’Ara \| \| Zuschauer: 25.000 \| \| Schiedsrichter: Graham Poll ( England) \| \| Spielbericht \| | Galatasaray Istanbul |
| FC Bologna                                                                  | Gianluca Pagliuca – Giulio Falcone, Giovanni Bia, Massimo Paganin – Massimo Tarantino, Klas Ingesson, Carlo Nervo, Zé Elias (44. ), Michele Paramatti – Nichola Ventola (87. ), Giuseppe Signori (76. ) Ersatzbank: Marco Roccati, Nicola Boselli, Teddy Lucic, John Mensah, Pierre Womé (44. ), Luciano (76. ), Giacomo Cipriani (87. ) Cheftrainer: Francesco Guidolin | Cláudio Taffarel – Hakan Ünsal, Capone, Gheorghe Popescu, Ümit Davala (90. ) – Gheorghe Hagi (55. ), Suat Kaya, Emre Belözoğlu, Ahmet Yıldırım, Hasan Şaş (82. ) – Hakan Şükür Ersatzbank: Mehmet Bölükbaşı, Bülent Korkmaz, Ergün Penbe(55. ), Fatih Akyel (82. ), Tugay Kerimoğlu, Saffet Akyüz (90. ), Márcio Mixirica Cheftrainer: Fatih Terim | Galatasaray Istanbul |
| FC Bologna                                                                  | 1:0 Signori (66. Nervo) | 1:1 Şükür (81. Davala) | Galatasaray Istanbul |
| FC Bologna                                                                  | Ingesson (5.), Paramatti (49.), Bia (72.) | Capone (12.), Kaya (28.) | Galatasaray Istanbul |
| 3. Runde, Hinspiel                                                          | | |                      |
| Dienstag, 23. November 1999 um 18:00 Uhr in Bologna, Stadio Renato Dall’Ara | | |                      |
| Zuschauer: 25.000                                                           | | |                      |
| Schiedsrichter: Graham Poll ( England)                                      | | |                      |
| Spielbericht                                                                | | |                      |

#### Galatasaray Istanbul – FC Bologna 2:1 (2:1)
| Galatasaray Istanbul                                                         | Galatasaray Istanbul | FC Bologna | FC Bologna |
| ---------------------------------------------------------------------------- | --- | --- | ---------- |
| Galatasaray Istanbul                                                         | \| 3. Runde, Rückspiel \| \| Donnerstag, 9. Dezember 1999 um 18:00 Uhr in Istanbul, Ali Sami Yen Stadyumu \| \| Zuschauer: 23.000 \| \| Schiedsrichter: Günter Benkö ( Österreich) \| \| Spielbericht \| | \| 3. Runde, Rückspiel \| \| Donnerstag, 9. Dezember 1999 um 18:00 Uhr in Istanbul, Ali Sami Yen Stadyumu \| \| Zuschauer: 23.000 \| \| Schiedsrichter: Günter Benkö ( Österreich) \| \| Spielbericht \| | FC Bologna |
| Galatasaray Istanbul                                                         | Cláudio Taffarel – Ahmet Yıldırım (71. ), Capone, Gheorghe Popescu, Fatih Akyel – Hasan Şaş (89. ), Ümit Davala, Emre Belözoğlu, Suat Kaya, Okan Buruk (90. ) – Hakan Şükür Ersatzbank: Mehmet Bölükbaşı, Bülent Korkmaz (89. ), Bruno Quadros, Alper Tezcan (90. ), Tugay Kerimoğlu (71. ), Saffet Akyüz, Márcio Mixirica Cheftrainer: Fatih Terim | Gianluca Pagliuca – Giulio Falcone (46. ), Giovanni Bia, Massimo Paganin – Massimo Tarantino, Carlo Nervo (83. ), Pierre Womé, Klas Ingesson, Michele Paramatti – Nichola Ventola (62. ), Giuseppe Signori Ersatzbank: Marco Foschini, Marco Roccati, Nicola Boselli, John Mensah, Zé Elias (83. ), Davide Fontolan (46. ), Giacomo Cipriani (62. ) Cheftrainer: Francesco Guidolin | FC Bologna |
| Galatasaray Istanbul                                                         | 1:0 Şaş (5. Buruk) 2:1 Davala (30. Belözoğlu) | 1:1 Ventola (8. Falcone) | FC Bologna |
| Galatasaray Istanbul                                                         | Şaş (45.), Buruk (72.) | Ingesson (15.) | FC Bologna |
| Galatasaray Istanbul                                                         | Paramatti (86.) | | FC Bologna |
| 3. Runde, Rückspiel                                                          | | |            |
| Donnerstag, 9. Dezember 1999 um 18:00 Uhr in Istanbul, Ali Sami Yen Stadyumu | | |            |
| Zuschauer: 23.000                                                            | | |            |
| Schiedsrichter: Günter Benkö ( Österreich)                                   | | |            |
| Spielbericht                                                                 | | |            |

### Achtelfinale

#### Borussia Dortmund – Galatasaray Istanbul 0:2 (0:2)
| Borussia Dortmund                                                   | Borussia Dortmund | Galatasaray Istanbul | Galatasaray Istanbul |
| ------------------------------------------------------------------- | --- | --- | -------------------- |
| Borussia Dortmund                                                   | \| Achtelfinale, Hinspiel \| \| Donnerstag, 2. März 2000 um 19:30 Uhr in Dortmund, Westfalenstadion \| \| Zuschauer: 55.000 \| \| Schiedsrichter: Vítor Melo Pereira ( Portugal) \| | \| Achtelfinale, Hinspiel \| \| Donnerstag, 2. März 2000 um 19:30 Uhr in Dortmund, Westfalenstadion \| \| Zuschauer: 55.000 \| \| Schiedsrichter: Vítor Melo Pereira ( Portugal) \| | Galatasaray Istanbul |
| Borussia Dortmund                                                   | Jens Lehmann – Jürgen Kohler , Karsten Baumann, Alfred Nijhuis – Dedê, Lars Ricken, Miroslav Stević, Wladimir But, Evanilson (32. ) – Victor Ikpeba, Fredi Bobic Ersatzbank: Wolfgang de Beer, Wolfgang Feiersinger, Jörg Sauerland, Sead Kapetanović, Tobias Schäper, Giuseppe Reina (32. ), Ibrahim Tanko Cheftrainer: Bernd Krauss | Cláudio Taffarel – Ergün Penbe, Capone, Bülent Korkmaz , Ümit Davala – Emre Belözoğlu, Suat Kaya, Okan Buruk (82. ), Gheorghe Hagi (85. ) – Hakan Şükür, Arif Erdem (86. ) Ersatzbank: Kerem İnan, Fatih Akyel, Emrah Eren, Ahmet Yıldırım (85. ), Hasan Şaş (82. ), Mehmet Yozgatlı, Márcio Mixirica (86. ) Cheftrainer: Fatih Terim | Galatasaray Istanbul |
| Borussia Dortmund                                                   | 0:1 Şükür (33. Erdem) 0:2 Hagi (45.) | | Galatasaray Istanbul |
| Borussia Dortmund                                                   | Bobic (24.), Evanilson (29.), But (41.) | Buruk (39.), Davala (41.) | Galatasaray Istanbul |
| Achtelfinale, Hinspiel                                              | | |                      |
| Donnerstag, 2. März 2000 um 19:30 Uhr in Dortmund, Westfalenstadion | | |                      |
| Zuschauer: 55.000                                                   | | |                      |
| Schiedsrichter: Vítor Melo Pereira ( Portugal)                      | | |                      |

#### Galatasaray Istanbul – Borussia Dortmund 0:0
| Galatasaray Istanbul                                                     | Galatasaray Istanbul | Borussia Dortmund | Borussia Dortmund |
| ------------------------------------------------------------------------ | --- | --- | ----------------- |
| Galatasaray Istanbul                                                     | \| Achtelfinale, Rückspiel \| \| Donnerstag, 9. März 2000 um 18:30 Uhr in Istanbul, Ali Sami Yen Stadyumu \| \| Zuschauer: 35.000 \| \| Schiedsrichter: Graziano Cesari ( Italien) \| \| Spielbericht \| | \| Achtelfinale, Rückspiel \| \| Donnerstag, 9. März 2000 um 18:30 Uhr in Istanbul, Ali Sami Yen Stadyumu \| \| Zuschauer: 35.000 \| \| Schiedsrichter: Graziano Cesari ( Italien) \| \| Spielbericht \| | Borussia Dortmund |
| Galatasaray Istanbul                                                     | Cláudio Taffarel – Ergün Penbe, Bülent Korkmaz , Gheorghe Popescu, Capone – Gheorghe Hagi (87. ), Suat Kaya (85. ), Ümit Davala, Emre Belözoğlu – Hakan Şükür, Arif Erdem (81. ) Ersatzbank: Mehmet Bölükbaşı, Fatih Akyel, Emrah Eren, Ahmet Yıldırım (85. ), Hasan Şaş (81. ), Mehmet Yozgatlı, Márcio Mixirica (87. ) Cheftrainer: Fatih Terim | Jens Lehmann – Alfred Nijhuis, Jürgen Kohler , Christian Wörns – Sead Kapetanović (46. ), Miroslav Stević (62. ), Lars Ricken, Wolfgang Feiersinger, Giuseppe Reina (70. ) – Heiko Herrlich, Fredi Bobic Ersatzbank: Wolfgang de Beer, Karsten Baumann, Dedê (46. ), Evanilson, Francis Bugri (62. ), Vladimir But, Ibrahim Tanko (70. ) Cheftrainer: Bernd Krauss | Borussia Dortmund |
| Galatasaray Istanbul                                                     | Penbe (27.) | Kapetanović (20.), Herrlich (39.), Wörns (55.) | Borussia Dortmund |
| Achtelfinale, Rückspiel                                                  | | |                   |
| Donnerstag, 9. März 2000 um 18:30 Uhr in Istanbul, Ali Sami Yen Stadyumu | | |                   |
| Zuschauer: 35.000                                                        | | |                   |
| Schiedsrichter: Graziano Cesari ( Italien)                               | | |                   |
| Spielbericht                                                             | | |                   |

### Viertelfinale

#### RCD Mallorca – Galatasaray Istanbul 1:4 (0:1)
| RCD Mallorca                                                        | RCD Mallorca | Galatasaray Istanbul | Galatasaray Istanbul |
| ------------------------------------------------------------------- | --- | --- | -------------------- |
| RCD Mallorca                                                        | \| Viertelfinale, Hinspiel \| \| Donnerstag, 16. März 2000 um 21:30 Uhr in Palma, Estadi de Son Moix \| \| Zuschauer: 20.000 \| \| Schiedsrichter: Dick Jol ( Niederlande) \| \| Spielbericht \| | \| Viertelfinale, Hinspiel \| \| Donnerstag, 16. März 2000 um 21:30 Uhr in Palma, Estadi de Son Moix \| \| Zuschauer: 20.000 \| \| Schiedsrichter: Dick Jol ( Niederlande) \| \| Spielbericht \| | Galatasaray Istanbul |
| RCD Mallorca                                                        | Leo Franco – Miquel Soler, Gustavo Siviero, Miguel Ángel Nadal, Javier Olaizola (61. ) – Jovan Stanković, Paco Soler (61. ), Vicente Engonga, Laurén – Carlitos (88.), Diego Tristán Ersatzbank: Germán Burgos, Lluís Carreras, Armando Álvarez (61. ), Juan José Serrizuela, Álavro Novo (88. ), Paco Sanz, Ariel Ibagaza (61. ) Cheftrainer: Fernando Vázquez | Cláudio Taffarel – Ergün Penbe, Capone, Bülent Korkmaz , Ümit Davala – Emre Belözoğlu, Suat Kaya, Okan Buruk (88. ), Gheorghe Hagi (81. ) – Hakan Şükür (86. ), Arif Erdem Ersatzbank: Mehmet Bölükbaşı, Gheorghe Popescu, Hakan Ünsal, Fatih Akyel, Ahmet Yıldırım (88. ), Hasan Şaş (81. ), Márcio Mixirica (86. ) Cheftrainer: Fatih Terim | Galatasaray Istanbul |
| RCD Mallorca                                                        | 1:4 Laurén (77.) | 0:1 Erdem (44. Şükür) 0:2 Belözoğlu (48. Buruk) 0:3 Şükür (59. Korkmaz) 0:4 Buruk (65. Erdem) | Galatasaray Istanbul |
| RCD Mallorca                                                        | Laurén (70.), Carlitos (72.), Armando Álvarez (76.) | Şükür (25.), Kaya (26.), Belözoğlu (70.) | Galatasaray Istanbul |
| Viertelfinale, Hinspiel                                             | | |                      |
| Donnerstag, 16. März 2000 um 21:30 Uhr in Palma, Estadi de Son Moix | | |                      |
| Zuschauer: 20.000                                                   | | |                      |
| Schiedsrichter: Dick Jol ( Niederlande)                             | | |                      |
| Spielbericht                                                        | | |                      |

#### Galatasaray Istanbul – RCD Mallorca 2:1 (1:0)
| Galatasaray Istanbul                                                      | Galatasaray Istanbul | RCD Mallorca | RCD Mallorca |
| ------------------------------------------------------------------------- | --- | --- | ------------ |
| Galatasaray Istanbul                                                      | \| Viertelfinale, Rückspiel \| \| Donnerstag, 23. März 2000 um 20:00 Uhr in Istanbul, Ali Sami Yen Stadyumu \| \| Zuschauer: 20.000 \| \| Schiedsrichter: Stefano Braschi ( Italien) \| \| Spielbericht \|                                                                                                 | \| Viertelfinale, Rückspiel \| \| Donnerstag, 23. März 2000 um 20:00 Uhr in Istanbul, Ali Sami Yen Stadyumu \| \| Zuschauer: 20.000 \| \| Schiedsrichter: Stefano Braschi ( Italien) \| \| Spielbericht \| | RCD Mallorca |
| Galatasaray Istanbul                                                      | Cláudio Taffarel – Ergün Penbe, Capone, Bülent Korkmaz , Fatih Akyel – Hasan Şaş, Ahmet Yıldırım, Okan Buruk (78. ), Gheorghe Hagi – Hakan Şükür (87. ), Arif Erdem (66. ) Ersatzbank: Kerem İnan, Hakan Ünsal (66. ), Emrah Eren, Mehmet Yozgatlı (78. ), Márcio Mixirica (87. ) Cheftrainer: Fatih Terim | Leo Franco – Lluís Carreras , Gustavo Siviero, Miguel Ángel Nadal, Armando Álvarez – Julián Robles, Romerito, Ariel Ibagaza (70. ), Juan Serrizuela, Álvaro Novo (70. ) – Carlitos (63. ) Ersatzbank: Germán Burgos, Miquel Soler, Javier Olaizola, Jovan Stanković (70. ), Ardijan Đokaj (70. ), Diego Tristán (63. ) Cheftrainer: Fernando Vázquez | RCD Mallorca |
| Galatasaray Istanbul                                                      | 1:0 Capone (33. Hagi) 2:0 Şükür (46. Erdem) | 2:1 Carlitos (63. Ibagaza) | RCD Mallorca |
| Galatasaray Istanbul                                                      | Álvarez (29.), Ibagaza (37.), Robles (73.) | | RCD Mallorca |
| Viertelfinale, Rückspiel                                                  | | |              |
| Donnerstag, 23. März 2000 um 20:00 Uhr in Istanbul, Ali Sami Yen Stadyumu | | |              |
| Zuschauer: 20.000                                                         | | |              |
| Schiedsrichter: Stefano Braschi ( Italien)                                | | |              |
| Spielbericht                                                              | | |              |

### Halbfinale

#### Galatasaray Istanbul – Leeds United 2:0 (2:0)
| Galatasaray Istanbul                                                      | Galatasaray Istanbul | Leeds United | Leeds United |
| ------------------------------------------------------------------------- | --- | --- | ------------ |
| Galatasaray Istanbul                                                      | \| Halbfinale, Hinspiel \| \| Donnerstag, 6. April 2000 um 20:30 Uhr in Istanbul, Ali Sami Yen Stadyumu \| \| Zuschauer: 30.000 \| \| Schiedsrichter: Hellmut Krug ( Deutschland) \| \| Spielbericht \| | \| Halbfinale, Hinspiel \| \| Donnerstag, 6. April 2000 um 20:30 Uhr in Istanbul, Ali Sami Yen Stadyumu \| \| Zuschauer: 30.000 \| \| Schiedsrichter: Hellmut Krug ( Deutschland) \| \| Spielbericht \| | Leeds United |
| Galatasaray Istanbul                                                      | Cláudio Taffarel – Ergün Penbe, Bülent Korkmaz , Gheorghe Popescu, Capone – Gheorghe Hagi (89. ), Suat Kaya, Okan Buruk (62. ), Emre Belözoğlu – Hakan Şükür, Arif Erdem (79. ) Ersatzbank: Mehmet Bölükbaşı, Hakan Ünsal (62. ), Fatih Akyel, Emrah Eren, Ahmet Yıldırım (89. ), Hasan Şaş (79. ), Márcio Mixirica Cheftrainer: Fatih Terim | Nigel Martyn – Ian Harte, Lucas Radebe , Jonathan Woodgate, Gary Kelly – Harry Kewell, Matt Jones (65. ), Stephen McPhail, Lee Bowyer, Eirik Bakke – Michael Bridges (75. ) Ersatzbank: Paul Robinson, Michael Duberry, Danny Mills, Alf-Inge Haaland, Alan Smith, Jason Wilcox (65. ), Darren Huckerby (75. ) Cheftrainer: David O’Leary | Leeds United |
| Galatasaray Istanbul                                                      | 1:0 Şükür (9. Erdem) 2:0 Capone (44. Penbe) | | Leeds United |
| Galatasaray Istanbul                                                      | Kewell (20.), Jones (25.), Bowyer (53.), Harte (90.) | | Leeds United |
| Halbfinale, Hinspiel                                                      | | |              |
| Donnerstag, 6. April 2000 um 20:30 Uhr in Istanbul, Ali Sami Yen Stadyumu | | |              |
| Zuschauer: 30.000                                                         | | |              |
| Schiedsrichter: Hellmut Krug ( Deutschland)                               | | |              |
| Spielbericht                                                              | | |              |

#### Leeds United – Galatasaray Istanbul 2:2 (1:2)
| Leeds United                                     | Leeds United | Galatasaray Istanbul | Galatasaray Istanbul |
| ------------------------------------------------ | --- | --- | -------------------- |
| Leeds United                                     | \| Halbfinale, Rückspiel \| \| Donnerstag, 20. April 2000 in Leeds, Elland Road \| \| Zuschauer: 38.406 \| \| Schiedsrichter: Ľuboš Micheľ ( Slowakei) \| \| Spielbericht \| | \| Halbfinale, Rückspiel \| \| Donnerstag, 20. April 2000 in Leeds, Elland Road \| \| Zuschauer: 38.406 \| \| Schiedsrichter: Ľuboš Micheľ ( Slowakei) \| \| Spielbericht \| | Galatasaray Istanbul |
| Leeds United                                     | Nigel Martyn – Ian Harte (46. ), Lucas Radebe , Jonathan Woodgate, Danny Mills – Jason Wilcox, Eirik Bakke, Stephen McPhail, Lee Bowyer – Michael Bridges, Harry Kewell Ersatzbank: Paul Robinson, Michael Duberry, Alf-Inge Haaland, Matt Jones, Alan Smith, David Hopkin, Darren Huckerby (46. ) Cheftrainer: David O’Leary | Cláudio Taffarel – Ergün Penbe, Bülent Korkmaz , Gheorghe Popescu, Capone – Emre Belözoğlu, Suat Kaya (80. ), Okan Buruk (87. ), Gheorghe Hagi – Hakan Şükür, Arif Erdem (46. ) Ersatzbank: Kerem İnan, Hakan Ünsal (46. ), Fatih Akyel, Ahmet Yıldırım (80. ), Ümit Davala, Hasan Şaş (87. ), Márcio Mixirica Cheftrainer: Fatih Terim | Galatasaray Istanbul |
| Leeds United                                     | 1:1 Bakke (15. Wilcox) 2:2 Bakke (67. Wilcox) | 0:1 Hagi (5. Foulelfmeter) 1:2 Şükür (43. Hagi) | Galatasaray Istanbul |
| Leeds United                                     | Woodgate (5.), Harte (23.), Wilcox (63.) | Taffarel (75.), Kaya (77.) | Galatasaray Istanbul |
| Leeds United                                     | Kewell (44.) | Belözoğlu (45.) | Galatasaray Istanbul |
| Halbfinale, Rückspiel                            | | |                      |
| Donnerstag, 20. April 2000 in Leeds, Elland Road | | |                      |
| Zuschauer: 38.406                                | | |                      |
| Schiedsrichter: Ľuboš Micheľ ( Slowakei)         | | |                      |
| Spielbericht                                     | | |                      |

### Finale

#### Galatasaray Istanbul – FC Arsenal 0:0 n.V., 4:1 i.E.
| Galatasaray Istanbul                                      | Galatasaray Istanbul | FC Arsenal | FC Arsenal | Aufstellung                                       |
| --------------------------------------------------------- | --- | --- | ---------- | ------------------------------------------------- |
| Galatasaray Istanbul                                      | \| Finale \| \| Mittwoch, 17. Mai 2000 um 20:45 Uhr in Kopenhagen, Parken \| \| Zuschauer: 38.919 \| \| Schiedsrichter: Antonio López Nieto ( Spanien) \| \| Spielbericht \| | \| Finale \| \| Mittwoch, 17. Mai 2000 um 20:45 Uhr in Kopenhagen, Parken \| \| Zuschauer: 38.919 \| \| Schiedsrichter: Antonio López Nieto ( Spanien) \| \| Spielbericht \| | FC Arsenal | Aufstellung Galatasaray Istanbul gegen FC Arsenal |
| Galatasaray Istanbul                                      | Cláudio Taffarel – Ergün Penbe, Bülent Korkmaz , Gheorghe Popescu, Capone – Gheorghe Hagi, Suat Kaya (95. ), Ümit Davala, Okan Buruk (84. ) – Hakan Şükür, Arif Erdem (95. ) Ersatzbank: Kerem İnan, Hakan Ünsal (84. ), Fatih Akyel, Ahmet Yıldırım (95. ), Hasan Şaş (95. ), Mehmet Yozgatlı, Márcio Mixirica Cheftrainer: Fatih Terim | David Seaman – Sylvinho, Tony Adams , Martin Keown, Lee Dixon – Patrick Vieira, Emmanuel Petit, Ray Parlour – Marc Overmars (115. ), Dennis Bergkamp (75. ), Thierry Henry Ersatzbank: John Lukic, Stefan Malz, Nigel Winterburn, Oleh Luschnyj, Gilles Grimandi, Nwankwo Kanu (75. ), Davor Šuker (115. ) Cheftrainer: Arsène Wenger | FC Arsenal | Aufstellung Galatasaray Istanbul gegen FC Arsenal |
| Galatasaray Istanbul                                      | Elfmeterschießen | | FC Arsenal | Aufstellung Galatasaray Istanbul gegen FC Arsenal |
| Galatasaray Istanbul                                      | 1:0 Ergün Penbe 2:0 Hakan Şükür 3:1 Ümit Davala 4:1 Gheorghe Popescu | Davor Šuker trifft den Pfosten 2:1 Ray Parlour Patrick Vieira trifft die Latte | FC Arsenal | Aufstellung Galatasaray Istanbul gegen FC Arsenal |
| Galatasaray Istanbul                                      | Buruk (12.), Korkmaz (18.), Erdem (48.) Popescu (63.), Capone (71.), Şaş (119.) | Vieira (23.), Keown (40.), Adams (94.) | FC Arsenal | Aufstellung Galatasaray Istanbul gegen FC Arsenal |
| Galatasaray Istanbul                                      | Hagi (94. Tätlichkeit) | | FC Arsenal | Aufstellung Galatasaray Istanbul gegen FC Arsenal |
| Finale                                                    | | |            |                                                   |
| Mittwoch, 17. Mai 2000 um 20:45 Uhr in Kopenhagen, Parken | | |            |                                                   |
| Zuschauer: 38.919                                         | | |            |                                                   |
| Schiedsrichter: Antonio López Nieto ( Spanien)            | | |            |                                                   |
| Spielbericht                                              | | |            |                                                   |

## Weblink
- 1999/2000: Türkei stolz auf Galatasaray de.uefa.com